# 1900 en Bretagne
 Chronologie de la Bretagne
- 1896
- 1897
- 1898
- 1899
- 1900
- 1901
- 1902
- 1903
- 1904

Cette page recense des événements qui se sont produits durant l'année 1900 en Bretagne.

## Société

### Naissance

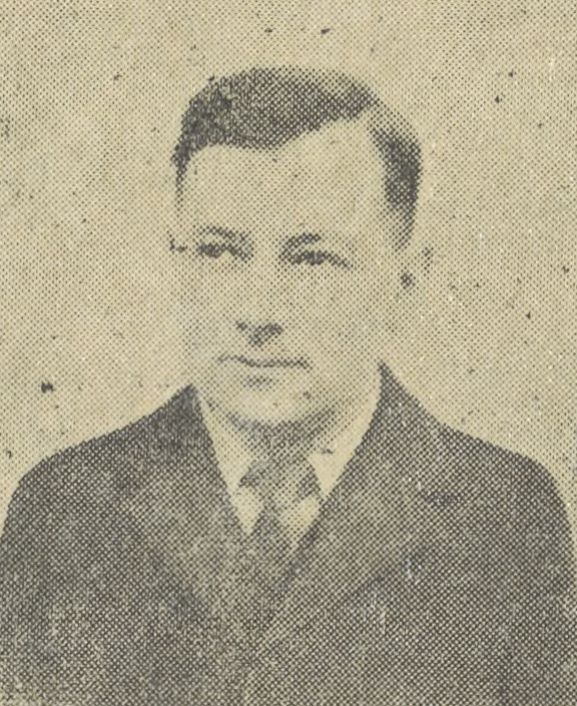
L'Heure Bretonne - 23 mai 1942 - Roparz Hemon

- 12 juillet à Brest : Robert Coat, mort en 1940,  footballeur français évoluant au poste de défenseur.

- 18 novembre à Brest : Roparz Hemon, à l'état-civil Louis Paul Némo, mort le 29 juin 1978 à Dublin (Irlande), linguiste, romancier, journaliste et poète français de langue bretonne, militant nationaliste, impliqué dans la collaboration.

- 30 décembre à Saint-Marc (ancienne commune actuellement incluse dans la commune de Brest) : Yves Jaouen, décédé le 13 décembre 1976, est un homme politique et écrivain français.

### Décès
- 13 novembre : Armand Fresneau, sénateur du Morbihan et ancien député d'Ille-et-Vilaine, puis du Morbihan[1].

## Politique

### Vie politique
- 3 et 4 mars : La Fédération socialiste de Bretagne est créée lors d'un congrès qui se tient à Nantes. Le Nantais Charles Brunellière est élu secrétaire général[2].

### Élections sénatorialesdu28 janvier
Sont élus ou réélus :
- Pour le Finistère : Jules de Cuverville (réélu)[3], Louis Delobeau (réélu)[4], Arsène Lambert (élu)[5], Louis Pichon (élu)[6].

## Culture

### Langue bretonne
- Sébillot estime à 1 300 000 le nombre de bretonnants[7],[2].